# Протести в Болгарії (2020)
Протести в Болгарії — серія демонстрацій (протестів), які проходили в Болгарії в 2020 році (головним чином в її столиці Софії), а також в містах з великою болгарської діаспорою — таких, як Лондон.
Протестний рух направлено проти корупції і політики уряду прем'єр-міністра Бойко Борисова, який перебуває при владі з 2009 року. Стихійні демонстрації були спровоковані рейдом поліції і прокуратури 9 липня 2020 року, який був сприйнятий як напад на президента Румена Радева, ярого критика правління Борисова. Прем'єр-міністр відмовився піти у відставку, наполягаючи на тому, що «мафія хоче повалити його» і що «альтернативи» його правлінню не було представлено. Його міністри, депутати і парламентські союзники назвали протестуючих «покидьками», «мавпами» і «стадом», яке повинно бути «поставлено на місце». Об'єктом критики протестуючих є уряд Бойко Борисова і правляча коаліція на чолі з партією «ГЄРБ», а також генеральний прокурор Іван Гешев і кмет Софії Йорданка Фандикова, що вважаються прихильниками Борисова, і олігархи Ахмед Доган і Делян Пеевський. Протест розпочався 9 липня 2020 року і тривають станом на 4 жовтня 2020 року. Він спрямований проти зростаючого впливу мафії, корупції і беззаконня в управлінні країною. Ще однією причиною є низький рівень свободи ЗМІ, за яким Болгарія має найгірший показник в ЄС. Про свою підтримку протестуючих заявили президент Румен Радев і ліві партії Болгарії. Праворадикальна партія «Атака», раніше підтримувала уряд, з серпня 2020 року також перейшла на бік протестувальників. У міру того, як в ході протестів слабшали позиції уряду, від нього поступово відмежувалася партія ДПС, лідер якої Ахмед Доган сам є об'єктом критики протестуючих.

## Передумови
Приводом для протестів стала серія подій, пов'язаних з діями і бездіяльністю виконавчої та судової влади. Протестуючі — в основному молоді люди і за ними не стоїть конкретна політична партія, однак протести підтримує більшість опозиційних партій.
Незважаючи на критику за відсутність чітких вимог і нездатність створити власні представницькі органи, віддалена мета протестуючих — майбутній уряд і судова система, в якій олігарх Делян Пеевський (власник низки телеканалів і близько 80 % друкованих періодичних видань) і почесний голова ДПС Ахмед Доган не гратимуть вирішальну роль за лаштунками. На думку деяких аналітиків, ці двоє фактично контролюють управління країною.
Найближча мета демонстрантів — відставка кабінету міністрів і генерального прокурора і дострокові вибори, але різні ініціатори додають інші вимоги. До них відносяться дистанційне голосування, скликання Великих національних зборів і реформування конституції, люстрація колишніх комуністів при владі, модернізація адміністрації, усунення кримінальних «братків» як привілейованого шару, зростання свободи слова та інші. Також висунуті вимоги про притягнення до відповідальності винних у ситуації в країні, які знаходять відгук у громадській думці.
Відсутність організації, яка б представляла протестуючих на необхідних ними виборах, викликає побоювання, що їх енергія може бути використана опозиційними партіями в своїх непристойних цілях. Наступні спроби прем'єр-міністра і лідера партії ГЄРБ Бойко Борисова дистанціюватися від ДПС, формально опозиційної, були описані як «кризовий піар». Твердження генерального прокурора Івана Гешева про те, що протести є діями в основному оплачуваних футбольних агітаторів, які використовуються кримінальними елементами і деякими партіями для досягнення своїх політичних цілей, не знайшли підтримки в суспільстві.
Сотні демонстрацій пройшли в країні і за кордоном, в тому числі перед Радою міністрів, Національним зборами, офісом Президента, Судовою палатою, а також перед посольствами і консульствами Болгарії, Європейською комісією, Європейським парламентом та іншими. Десятки перехресть і головних вулиць у великих містах Болгарії, а також автомагістралі і прикордонні контрольно-пропускні пункти періодично блокуються.

## Хід протестів
Однією з подій, що викликали бурхливу громадську реакцію, стала акція активістів Демократичної Болгарії, транслювалася в прямому ефірі в соціальних мережах 7 липня. Представники політичного союзу на чолі з Христо Івановим на човні дісталися до прибережного пляжу перед резиденцією Ахмеда Догана, розташованої в безпосередній близькості від пристані Розенец в місті Бургас. Їх мета полягала в перевірці, чи дійсно дотримується режим виняткової державної власності на навколишній пляж і доступний він як такий для громадян Болгарії. Там їх зустріли охоронці, які виштовхнули їх і наполягали, що пляж знаходиться в приватній власності, і викликали поліцію, яка їм допомогла.
У той же день представники Демократичної Болгарії закликали президента та прем'єр-міністра встановити, хто були ці анонімні охоронці і чи були вони співробітниками Служби національної безпеки, яка в той час охороняла Ахмеда Догана. Вони також закликали прокуратуру порушити кримінальну справу проти Догана за порушення конституції і закону про державну власність. Згодом генеральний прокурор Іван Гешев заявив ЗМІ про свою байдужість до інциденту на пляжі, де був осквернений державний прапор.
На наступний день президент підтвердив у своєму зверненні, що анонімні чоловіки в спортивному одязі насправді були співробітниками НСО (Національної служби охорони), одночасно проходили державну службу. Президент заявляє, що у нього немає юридичних повноважень тиснути на керівництво НСО, так як подібне рішення належить до повноважень виконавчої влади в особі прем'єр-міністра Бойко Борисова. Згодом він закликав керівництво служби зняти охорону не тільки Ахмеда Догана, а й Деляна Пеевського.
9 липня на підставі постанови суду прокуратура увійшла в будівлю офісу президента, і всередині пройшли обшуки і виїмки. Прокурорів охороняли добре озброєні співробітники Генеральної прокуратури. Вони публічно заарештували двох чиновників з адміністрації президента. Президент Радев заявив, що подібним шляхом уряд Борисова, руками прокуратури, зводить з ним політичні рахунки.
Події відбулися на тлі пасивності прокуратури по відношенню до серії анонімних скандальних аудіо- і відеозаписів і фотографій, які просочилися в ЗМІ, пов'язаних з даними про скоєні злочини. Згідно з експертними висновками, проведеними в США, вони справжні і включають прем'єр-міністра Борисова. У цих матеріалах прем'єр-міністр звинувачується в крайньому цинізмі по відношенню до болгарських і європейських інституцій. Ім'я генерального прокурора також присутнє в серйозному корупційному скандалі «Вісім гномів», в якому звинувачуються старші мирові судді і Делян Пеевський. З іншого боку, обвинувачений олігарх Васил Божков, який втік в Дубай, через соціальні мережі стверджує, що він піддавався систематичному рекету з боку уряду, щоб мати можливість без проблем вести свій бізнес.
Інцидент спровокував стихійну демонстрацію перед будівлею президента в Софії, де і почалися акції протесту. Більшість протестуючих — студенти, які навчаються в Болгарії та за кордоном, молоді люди з власним бізнесом або вільними професіями, а також молоді сім'ї. У демонстраціях також брали участь прихильники президента і деякі опозиційні партії. Слідом за учасниками акції приєдналися і знаменитості з культури андеграунду.

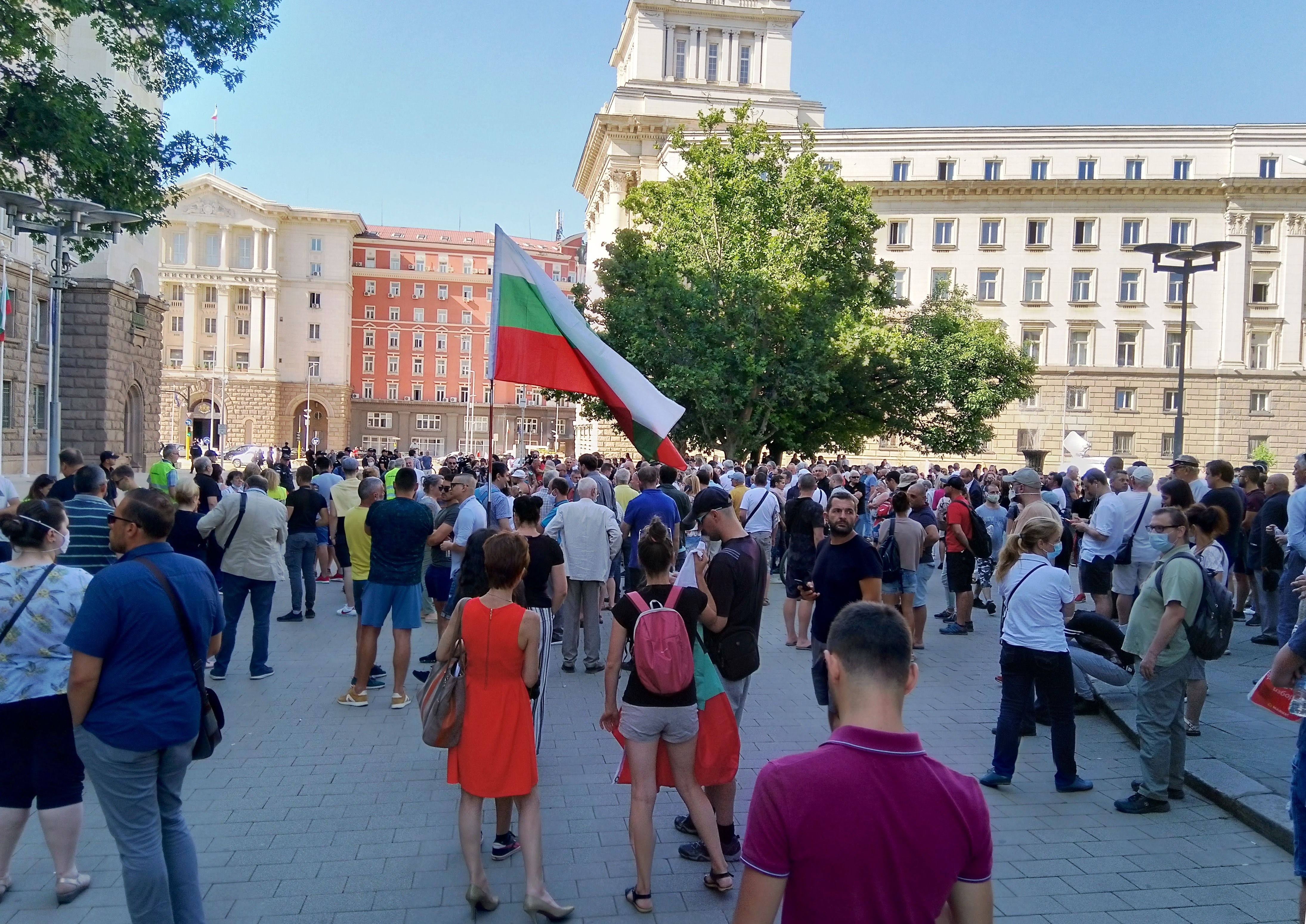
Перший день антиурядових протестів 2020 року

Акції протесту почалися 9 липня 2020 року. Демонстранти поставили за мету усунення кабінету Борисова і відставку генерального прокурора Івана Гешева. Незважаючи на пандемію COVID-19, сотні тисяч людей по всій країні приєдналися до протестів. Їх підтримав президент Румен Радев, який закликав до вигнання мафії з виконавчої влади та прокуратури, а також зажадав від держав-членів ЄС висловити позицію щодо ситуації в країні, яка переростає в конституційну кризу. Партія ГЄРБ організувала контрпротест в підтримку кабінету міністрів, для чого організовані протестуючі були доставлені з усієї країни на автобусах. Контр-мітинг проходив в безпосередній близькості від протестів, що створило умови для масових заворушень. Деякі протестувальники застосували насильство до учасників мітингу, що спровокувало дії правоохоронних органів, які затримали деяких демонстрантів. Під час затримання відбулися зіткнення з поліцією, в результаті яких були поранені. Двоє демонстрантів були доставлені в лікарню після того, як були побиті поліцією і згодом скуті наручниками в Пирогові. Затриману дівчину жорстоко тягли за волосся, а потім вона зазнала образ з боку поліції, і ці випадки були приховані владою. Однак прем'єр-міністр і генеральний прокурор відмовилися піти у відставку. Прокуратура і члени уряду виступають проти відставки головного прокурора і прем'єр-міністра.
Після початку акцій протесту виникли сумніви в їх об'єктивному висвітленні БНТ. На думку деяких аналітиків, генеральний директор ЗМІ насправді є ставленником Догана і Пеевського. 14 липня голова парламентського комітету з питань культури і ЗМІ Вежді Рашидов несподівано запропонував внести в закон зміни, що подовжують термін повноважень його генерального директора Еміля Кошлукова. Це викликало реакцію групи журналістів, письменників і художників, які закликали Кошлукова піти у відставку. Згодом почалися протести з вимогою його відставки.
15 липня Бойко Борисов зажадав відставки трьох своїх міністрів, Владислава Горанова, Младена Маринова і Еміля Караніколова, щоб спростувати «припущення про те, що ГЄРБ і згадані міністри безпосередньо залежать від ДПС і Деляна Пеевського». "Ці міністри неофіційно вважаються особистими кандидатами Пеевскі. Вони самі погодилися піти у відставку, але на практиці рішення було відкладено до винесення вотуму недовіри в парламенті.
3 вересня учасники протесту, незадоволені політикою прем'єр-міністра Бойко Борисова, зробили спробу штурму Народних зборів, в результаті чого близько 80 людей отримали поранення і понад 200 були заарештовані.
3 жовтня пройшло чергове зібрання в центрі Софії під назвою Велике народне повстання (ВЕЛИКО НАРОДНО ВЪСТАНИЕ).

## Реакція
На п'ятий день протестів посольство США в Болгарії висловило своє ставлення до них. Посол заявив, що ніхто не може стояти вище закону. Згідно з європейською версією американського видання Politico, текст не залишає сумнівів в тому, що симпатії США на боці протестувальників. На шостий день протестів Єврокомісія також висловила підтримку праву на мирний протест в Болгарії.
За словами німецького кадрового дипломата Клауса Шраммайера, який працював в Софії і є експертом по Балканам, Болгарія втратила ряд шансів на проведення реформ за останні 30 років. Він вважає, що передумовами протестів є панування в країні свавілля, беззаконня, безвихідь і розруха. Вони є наслідком прогнилої системи номенклатури, що зберегла вплив після 1989 року, частиною якої є олігархи. Шраммайер песимістично дивиться в майбутнє, враховуючи невдачу попередніх спроб змін.
Підтримка уряду Бойко Борисова виходить від Європейської народної партії (ЄНП), членом якої є ГЄРБ, і від самого Манфреда Вебера, який заявляє: «Група ЄНП повністю підтримує болгарський уряд Бойко Борисова в його зусиллях із захисту економіки від негативних наслідків кризи COVID-19, в боротьбі з корупцією і в процесі приєднання до зони євро. Будь-які політичні дії, які підривають незалежність судової системи і перешкоджають боротьбі з корупцією, поставлять під загрозу успіх Болгарії в Європі і повернуть конкретний прогрес і підтримку Болгарії, які ми спостерігали в останні роки».
14 липня Партія європейських соціалістів і депутатська група прокоментували події. Позицію ПЄС на підтримку масових акцій протесту висловив лідер партії Сергій Станішев. У той же день Іраче Гарсія, голова Соціалістичної групи в Європейському парламенті, також висловила «повну підтримку тим, хто вийшов на вулиці Болгарії». Протестуючі також користуються повною підтримкою європейських зелених. Хоча у них немає болгар в їх парламентській групі в Європейському парламенті, вони виступають з позицією, яка засуджує насильство проти протестувальників, і підтримують Зелене рух — частину коаліції Демократична Болгарія, яка є членом Європейських зелених.

## Галерея

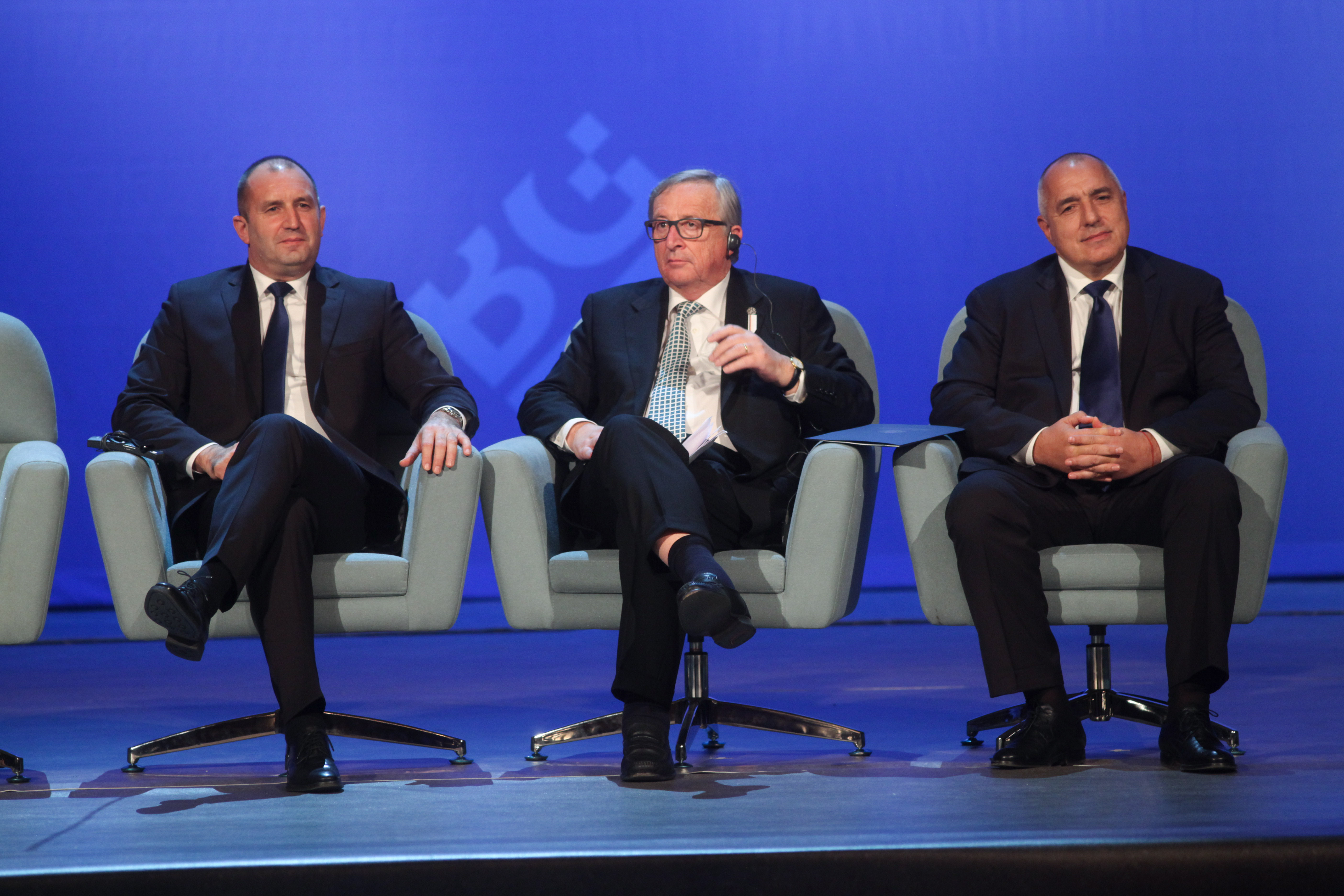
Румен Радев, президент (ліворуч), Бойко Борисов прем'єр-міністр (праворуч), 2018
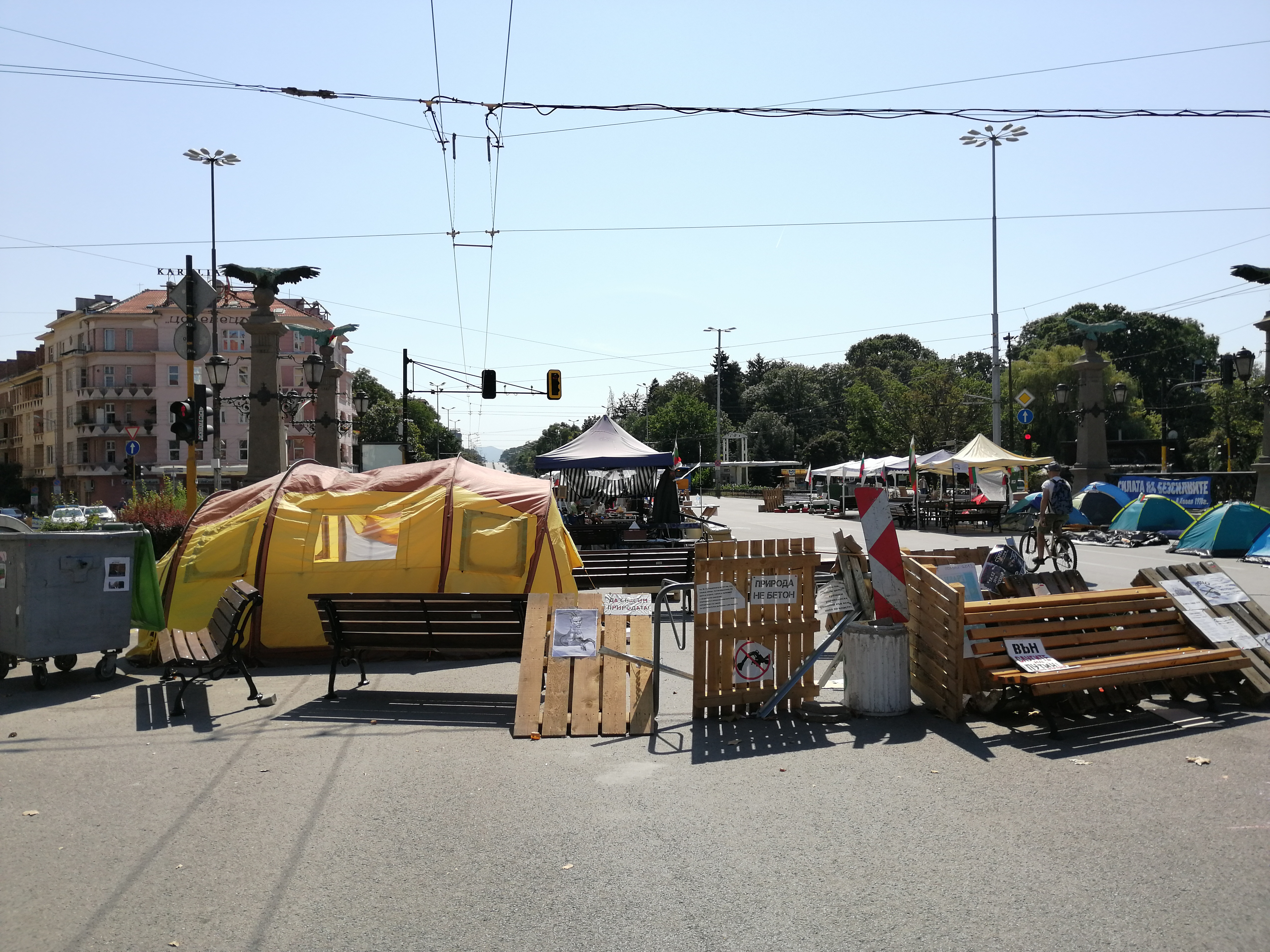
Палатка мітингарів